# Rezerwat przyrody Czarny Las
Czarny Las – leśny rezerwat przyrody znajdujący się na terenie gminy Milanów, w powiecie parczewskim, w województwie lubelskim. Leży na terenie Nadleśnictwa Radzyń Podlaski, w leśnictwie Czarny Las, na północ od zabudowań wsi Kostry, po wschodniej stronie drogi wojewódzkiej nr 813. Teren rezerwatu podlega też ochronie w ramach programu Natura 2000 – w 2008 roku powołano tu obszar siedliskowy „Czarny Las” PLH060002 o powierzchni 19,85 ha.
- powierzchnia (dane z nadleśnictwa) – 15,96 ha[1]
- rok utworzenia – 1981
- dokument powołujący – Zarządzenie Ministra Leśnictwa i Przemysłu Drzewnego z dnia 21 września 1981 roku w sprawie uznania za rezerwaty przyrody (MP nr 26, poz. 231).
- cel ochrony (według aktu powołującego) – zachowanie fragmentu wielogatunkowego lasu mieszanego pochodzenia naturalnego z rzadkimi i chronionymi gatunkami roślin w runie[3].

Zachowały się tu szczególnie cenne stanowiska starych, naturalnych lasów mieszanych i liściastych. Można tu spotkać unikatowe okazy 160-letnich dębów, 130-letnich grabów i lip. W załączniku I dyrektywy siedliskowej wymieniono następujące typy siedlisk znajdujące się na tym terenie: grąd środkowoeuropejski i grąd subkontynentalny.
Teren odznacza się również bardzo bogatą i rzadką w regionie roślinnością runa leśnego. Swoje stanowiska mają tu takie chronione gatunki jak: wawrzynek wilczełyko, groszek wschodniokarpacki, listera jajowata, gnieźnik leśny, podkolan zielonawy.
Dużym zagrożeniem dla Czarnego Lasu jest nadmierna dewastacja stanowisk roślinnych, zanieczyszczenia w postaci odpadów pochodzących z gospodarstw domowych oraz bliskie sąsiedztwo dróg.
W rezerwacie powstał rowerowy szlak widokowy. Ponadto utworzono tu ścieżkę przyrodniczą „Czarny Las”, wyposażoną w drewnianą kładkę o długości 600 m oraz wieżę widokową.